# فهرست تولیدکنندگان خودروی چین

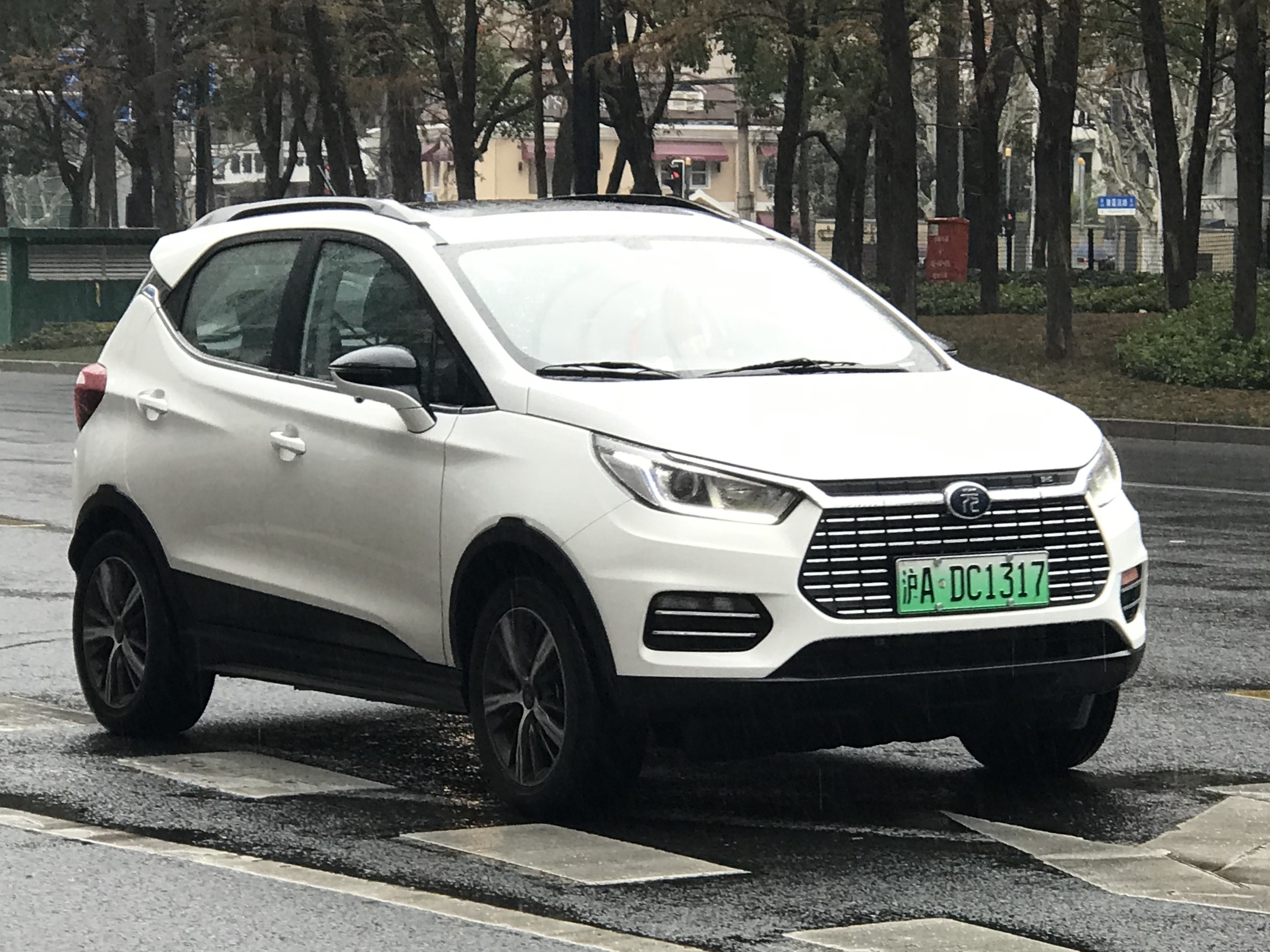
بی‌وای‌دی یوآن

این فهرستی است از تولیدکنندگان کنونی و منحل‌شدهٔ خودرو و نام‌های تجاری چینی.

## تولیدکنندگان کنونی
- بی‌وای‌دی (۲۰۰۳–اکنون)
- تیان‌ما (۱۹۹۵–اکنون)
- جی‌ام‌سی‌جی (۱۹۴۷–اکنون)
  - جی‌ام‌ئی‌وی (۲۰۱۵–اکنون)
  - جی‌ام‌سی‌جی‌ال (۲۰۱۳–اکنون)
  - جینگ‌ما موتور (۱۹۵۸–اکنون)
- جیانگ‌هوآی (جی‌ای‌سی) (۱۹۶۴–اکنون)
- جیلی (۱۹۹۸–اکنون)
  - جیلی اتو (۱۹۹۸–اکنون)
  - لینک اند کو (۲۰۱۶–اکنون)
  - ولوو کارز (۲۰۱۰–اکنون)
- چانگان موتورز (۱۹۹۰–اکنون)
  - چانگ‌هه (۱۹۷۰–اکنون)
  - هافی (۱۹۵۰–اکنون)
- چری اتومبیل (۱۹۹۷–اکنون)
- دانگ‌فنگ (۱۹۶۹–اکنون)
  - دانگ‌فنگ فنگشن (۲۰۰۹–اکنون)
  - ونوشا (۲۰۱۰–اکنون)
- زوتای (۲۰۰۵–اکنون)
  - دومی اتو (۲۰۱۵–اکنون)
- زینکای (۱۹۸۴–اکنون)
- ژونگ‌زینگ (زدایکس اتو) (۱۹۹۹–اکنون)
- ژونگ‌یو (۲۰۰۴–اکنون)
- ژیانگ‌لینگ موتور هلدینگ (۲۰۰۴–اکنون)
  - ژیانگ‌لینگ (جی‌ام‌سی) (۱۹۹۳–اکنون)
- ژیانگ‌نان اتو (۱۹۸۸–اکنون)
  - لندویند (۲۰۰۴–اکنون)
- سایک موتور (۱۹۵۵–اکنون)
  - ام‌جی موتور (۲۰۰۶–اکنون)
  - رووی (۲۰۰۶–اکنون)
  - شرکت خودروسازی نانجینگ (ان‌ای‌سی) (۱۹۴۷–اکنون)
    - یوجینگ (۱۹۹۵–اکنون)

  - مکسوس (۲۰۱۱–اکنون)
  - وولینگ (۱۹۵۸–اکنون)
- سوئیست موتورز / دانگ‌نان (۱۹۹۵–اکنون)
- سیچوان تنگ‌ژونگ (۲۰۰۵–اکنون)
- شرکت هلدینگ صنعت خودروسازی پکن (۱۹۸۸–اکنون)
  - دنزا (۲۰۱۰–اکنون) (۵۰٪ متعلق به دایملر آگ)
  - فوتون (۱۹۹۶–اکنون)
  - کارخانجات خودروسازی پکن (۱۹۵۸–اکنون)
- فودی (۱۹۸۸–اکنون)
- فورتا (۱۹۹۰–اکنون)
- فونکانگ (۱۹۹۰–اکنون)
- کارخانجات خودروسازی فرست (فاو) (۱۹۵۳–اکنون)
  - فاو تیانجین (۱۹۶۵–اکنون)
  - فاو هونگ‌چی (۱۹۵۸–اکنون)
  - هایما اتومبیل (۱۹۹۲–اکنون)
- کوروس (۲۰۱۳–اکنون)
- کینگ لانگ (۱۹۸۸–اکنون)
- کینگ‌استار (۲۰۰۴–اکنون)
- گروه خودروسازی شانزی (۱۹۶۸–اکنون)
- گروه شوگوانگ (۱۹۸۴–اکنون)
  - اتوبوس‌سازی هوانگ‌های (۱۹۵۱–اکنون)
- گروه صنعتی خودروسازی گوانگ‌ژو (کایگ) (۲۰۰۰–اکنون)
  - آیون (۲۰۱۸–اکنون)
  - ترامپچی (۲۰۱۰–اکنون)
  - چانگ‌فنگ موتور (۱۹۵۰–اکنون)
  - گاک تویوتا (۲۰۰۴–اکنون)
    - لیبائو (۱۹۹۶–اکنون)
    - لیهد (۲۰۱۵–اکنون)

  - گروه گاک (۱۹۵۵–اکنون)
  - گوانگ‌چی هوندا (۱۹۹۸–اکنون)
    - اوروس (۲۰۰۸–اکنون)
- گروه یوتانگ (۱۹۶۳–اکنون)
- گریت وال موتورز (۱۹۸۴–اکنون)
  - دبلیوئی‌وای (۲۰۱۷–اکنون)
  - هاوال (۲۰۱۳–اکنون)
- گرین فیلد موتور (۲۰۱۰–اکنون)
- لیفان (۱۹۹۲–اکنون)
- نیو (۲۰۱۴–اکنون)
- وولینگ اتومبیل (۲۰۰۷–اکنون)
- هاوتای (هوآتای) (۲۰۰۰–اکنون)
- هواچن (برلیانس) (۱۹۹۲–اکنون)
  - جینبی (۱۹۹۱–اکنون)
  - ژونگ‌هوا (۲۰۰۲–اکنون)
- هوانگ‌های (۱۹۸۴–اکنون)
- یانگ‌من (۲۰۰۱–اکنون)
- یما اتو (۱۹۹۴–اکنون)

## تولیدکنندگان سابق
- آندائر (۱۹۹۱–۲۰۱۶)
- امگرند (۲۰۰۹–۲۰۱۴) (شرکت تابعهٔ جیلی اتو)
- بائولانگ (۱۹۹۸–۲۰۰۵)
- بامین (دههٔ ۱۹۸۰–۲۰۱۰)
- بینژو پراید (۲۰۰۶–۲۰۰۸)
- پولارسان اتومبیل (۲۰۰۳–۲۰۱۸)
- تانگ‌تیان (۲۰۰۲–۲۰۰۵)
- دادی اتو (۱۹۸۸–۲۰۱۲) (خریداری شده توسط سی‌اچ‌تی‌سی)
- دیسای (۱۹۸۹–۱۹۹۶)
- سانزینگ (۱۹۹۰–۲۰۰۲)
- سویات (۱۹۹۹–۲۰۰۷)
- شوانگ‌هوان (۱۹۸۸–۲۰۱۶)
- فوکسینگ (۱۹۹۴–۱۹۹۸)
- فوکی (۱۹۶۹–۲۰۱۳)
- گرین‌تک اتومتیو (۲۰۰۹–۲۰۱۸)
- گونو (۲۰۰۳–۲۰۱۶)
- گویژو یونکو (۱۹۸۹–۲۰۰۵)
- لایمینگ (۱۹۹۶–۱۹۹۹)
- نوشن (۱۹۹۰–۲۰۰۱)
- هوالی (۱۹۸۴–۲۰۰۲)
- هوایانگ (دهه ۱۹۹۰–۲۰۰۴) (خریداری شده توسط گروه لیفان)

## سرمایه‌گذاری‌های مشترک
هر تولیدکنندهٔ خودروی خارجی حداکثر مجاز به داشتن ۲ مورد سرمایه‌گذاری مشترک در چین است.
| تولید کنندهٔ خودروی خارجی | سرمایه‌گذاری مشترک (با)                                                |
| ------------------------ | --------------------------------------------------------------------- |
| ایسوزو                   | جی‌ام‌سی‌جی، جی‌آی‌ام                                                      |
| ب‌ام‌و                     | برلیانس آتو (ب‌ام‌و-برلیانس)، بایک (بایک - ب‌ام‌و)                        |
| پژو                      | گروه دانگ‌فنگ موتور، گریت وال (شرکت گریت وال پژو سیتروئن)              |
| تویوتا                   | گاک (گاک-تویوتا)، فاو                                                 |
| جگوار لندرور             | چری (چری جگوار لندرور)                                                |
| جنرال موتورز (جی‌ام)      | سایک، فاو، گاک (شرکت گاک شورلت اوپل موتورز)                           |
| رنو                      | گروه دانگ‌فنگ موتور                                                    |
| سوزوکی                   | چانگان                                                                |
| فورد                     | چانگان                                                                |
| فولکس‌واگن                | سایک، فاو، بایک                                                       |
| فیات                     | گاک                                                                   |
| کیا                      | شرکت دانگ‌فنگ موتور (دانگ‌فنگ یوئدا کیا) گاک (شرکت گاک هافی کیا موتورز) |
| لوکسژن                   | دانگ‌فنگ موتور                                                         |
| مرسدس-بنز                | بایک (بیجینگ-بنز)، بی‌وای‌دی (دنزا)                                     |
| مزدا                     | فاو، چانگان                                                           |
| میتسوبیشی                | سوئیست، گاک (گاک-میتسوبیشی)                                           |
| نیسان                    | گروه دانگ‌فنگ موتور (شرکت دانگ‌فنگ موتور)                               |
| هوندا                    | گاک (گوانگ‌چی هوندا)، گروه دانگ‌فنگ موتور (دانگ‌فنگ هوندا)               |
| هیوندای                  | بایک، گریت وال (شرکت گریت وال-هیوندای موتورز)                         |